# Florence Nash

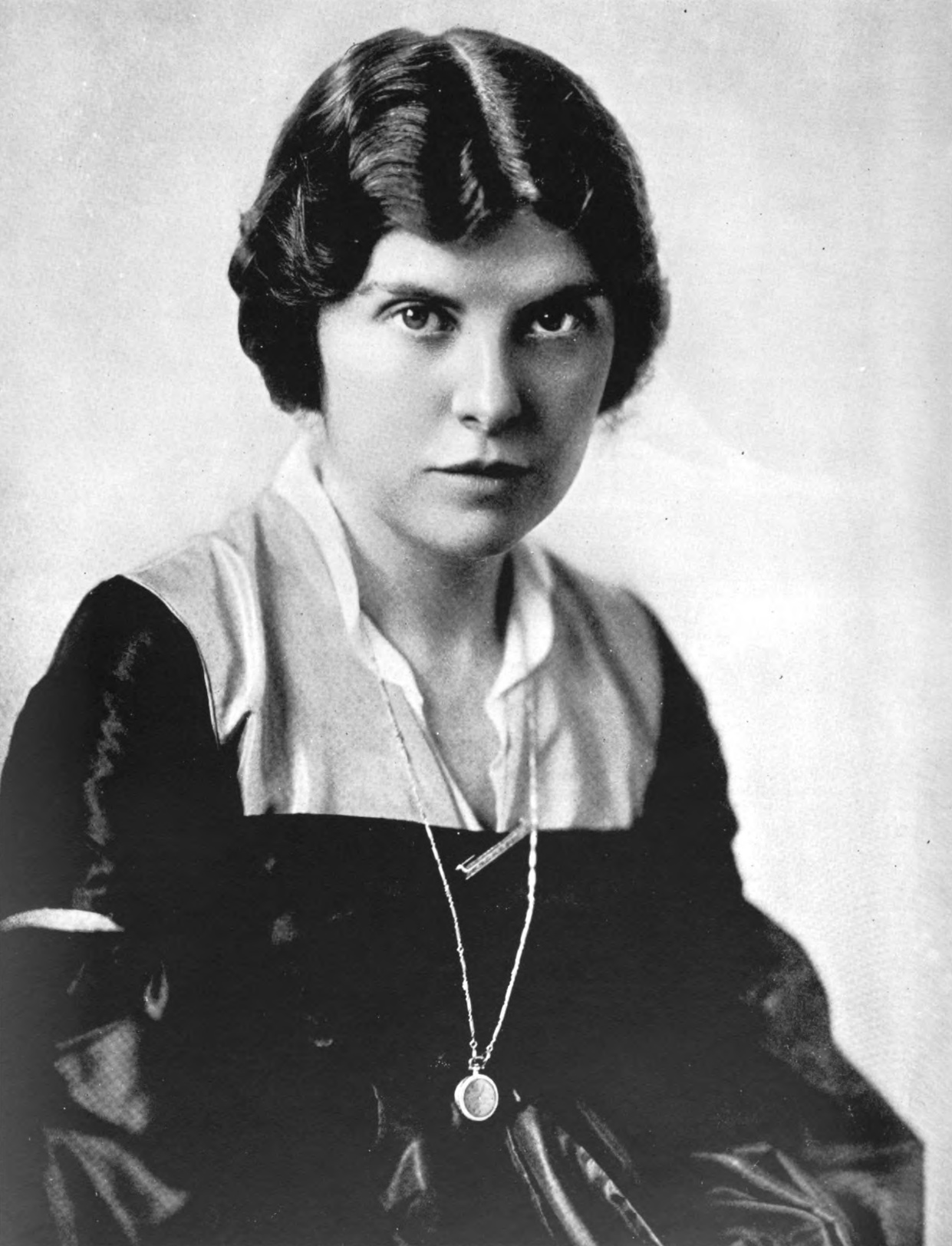
Florence Nash (1916)

Florence Nash (* 2. Oktober 1888 in Troy, New York, als Florence Ryan; † 2. April 1950 in Hollywood, Kalifornien) war eine US-amerikanische Theater- und Filmschauspielerin sowie Autorin.

## Leben
Nash wurde 1888 in Troy im US-Bundesstaat New York als Tochter von James H. und Ellen Frances Ryan geboren. Nach dem Tod ihres Vaters und der Wiederheirat ihrer Mutter nahmen sie und ihre ältere Schwester, die Schauspielerin Mary Nash, den Nachnamen ihres Stiefvaters Philip F. Nash an.
Von 1907 bis 1930 trat Florence Nash in 15 Theaterstücken am Broadway auf, darunter Miss Hook of Holland (1907/08), Algeria (1908), The Lily (1910), Sinners (1915), The Two Orphans (1926) und Lady Clara (1930).
Daneben wirkte sie in den Spielfilmen Springtime (1914) und It’s a Great Life (1935) mit. Ihren letzten Auftritt hatte sie neben Norma Shearer, Joan Crawford und Rosalind Russell in Die Frauen (1939) von Regisseur George Cukor. In diesem spielte sie die emanzipierte Schriftstellerin Nancy Blake.
Neben der Schauspielerei veröffentlichte sie 1918 ein Versbuch unter dem Titel June Dusk. Nash starb 1950 im Alter von 61 Jahren in Hollywood und wurde auf dem Woodlawn Memorial Cemetery in Santa Monica bestattet.

## Filmografie
- 1914: Springtime
- 1935: It’s a Great Life
- 1939: Die Frauen (The Women)